# Dichaea camaridioides
Dichaea camaridioides är en orkidéart som beskrevs av Rudolf Schlechter. Dichaea camaridioides ingår i släktet Dichaea och familjen orkidéer. Inga underarter finns listade i Catalogue of Life.